# European Southern Observatory

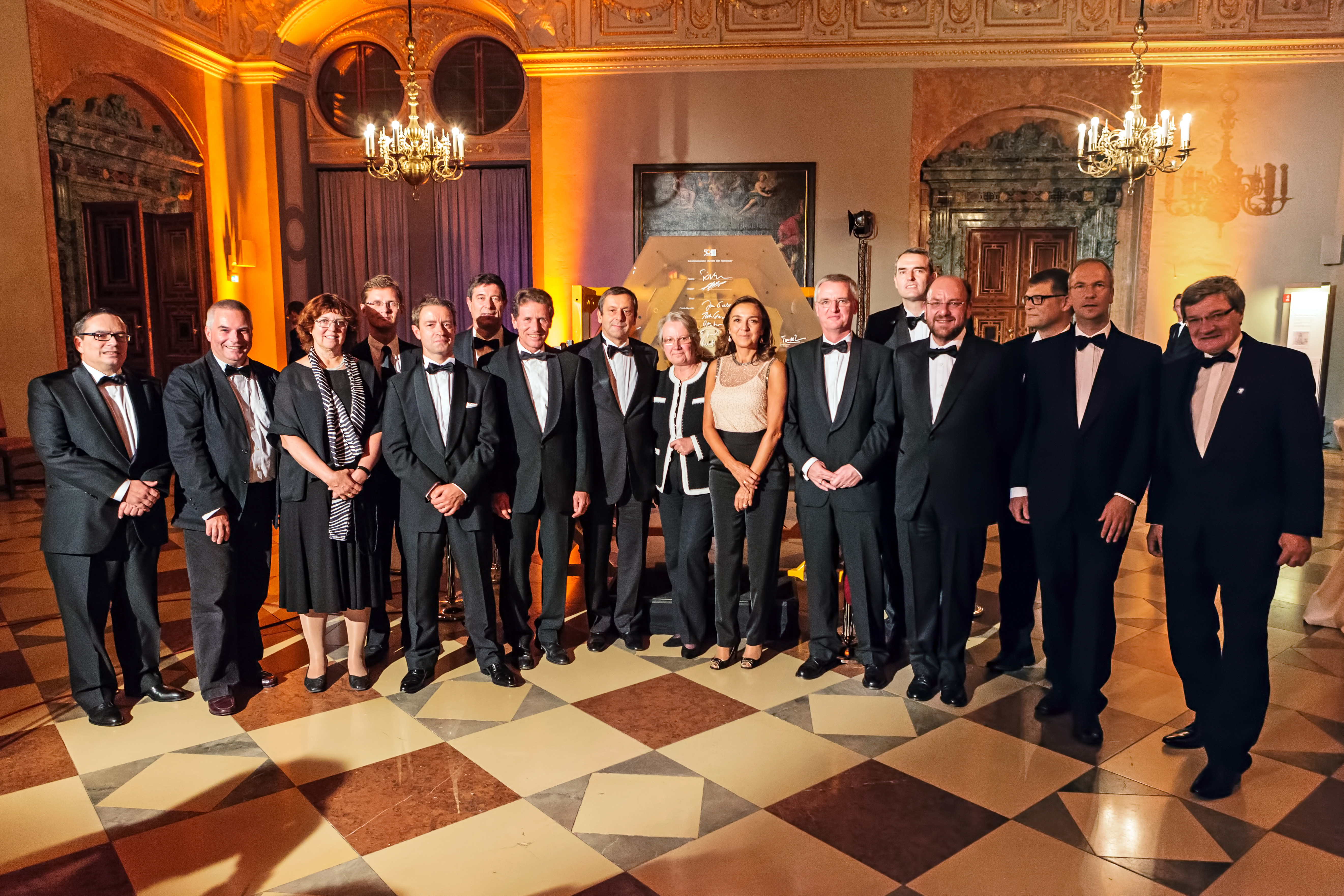
Sărbătorirea a 50 de ani ai ESO: reprezentanții statelor membre au semnat un segment din prototipul oglinzii E-ELT.

European Southern Observatory (prescurtat ESO, în română, Observatorul European Austral, fost European Organization for Astronomical Research in the Southern Hemisphere) este o organizație interguvernamentală de cercetări în domeniul astronomiei, formată și susținută de 15 guverne (14 țări europene și Brazilia). Înființată în 1962 cu obiectivul de a oferi laboratoare avansate pentru astronomii europeni ce studiază cerul emisferei sudice, este cunoscută pentru construirea și administrarea unora dintre cele mai mari și mai avansate telescoape din lume, New Technology Telescope (NTT), telescop în care s-a utilizat pentru prima oară tehnologia optică activă și VLT (Very Large Telescope), format din patru telescoape din clasa de 8 metri și patru telescoape auxiliare de 1,8 m.
Numeroasele puncte de observare pe care le deține au realizat mai multe descoperiri astronomice, și au produs mai multe cataloage astronomice. Printre cele mai recente descoperiri se numără cea a celei mai îndepărtate explozii de radiații gamma și dovezi în sensul existenței unei găuri negre în centrul galaxiei Calea Lactee. În 2004, VLT a permis astronomilor să obțină prima imagine a unei exoplanete, 2M1207b, pe orbita unei pitice brune aflate la 173 de ani-lumină depărtare. Spectrograful HARPS a dus la descoperirea altor exoplanete, inclusiv a unei planete de 5 ori mai masivă decât Pământul pe orbita unei pitici roșii, Gliese 581c. VLT a descoperit și una dintre cele mai îndepărtate galaxii văzute vreodată de om, Abell 1835 IR1916.

## Cercetare
ESO a efectuat un număr mare de studii și a lansat mai multe cataloage astronomice. Din cercetările recente:
- Detectarea celui mai îndepărtat spectru de raze Gamma.
- Confirmarea existenței unei găuri negre în centrul Galaxiei Noastre.
- Obținând în 2004 prima fotografie a unei planete extrasolare 2M1207b, care se rotește în jurul unei pitice cenușiii, situată la o distanță de 173 de secunde. ani.
- Detectarea unui număr mare de planete extrasolare utilizând spectrograful HARPS.
- VLT a descoperit galaxia Abell 1835 IR1916, care a fost considerată cea mai îndepărtată dintre cele observate, dar informațiile nu au fost confirmate.

## Membrii ESO

Statele membre ale ESO, în ordinea adeziunii lor.

| Directorii generali ai OES     | Directorii generali ai OES |
| ------------------------------ | -------------------------- |
| Otto Heckmann                  | 1962–1969                  |
| Adriaan Blaauw                 | 1970–1974                  |
| Lodewijk Woltjer               | 1975–1987                  |
| Harry van der Laan             | 1988–1992                  |
| Riccardo Giacconi              | 1993–1999                  |
| Catherine Cesarsky             | 1999–2007                  |
| Tim de Zeeuw                   | 2007–2017                  |
| Xavier Barcons                 | 2017–present               |
| Sursă: www.eso.org, despre ESO |                            |

| Țară          | Data aderării     |
| ------------- | ----------------- |
| Belgia        | 1962              |
| Germania      | 1962              |
| Franța        | 1962              |
| Țările de Jos | 1962              |
| Suedia        | 1962              |
| Danemarca     | 1967              |
| Elveția       | 1981              |
| Italia        | 24 mai 1982       |
| Portugalia    | 27 iunie 2000     |
| Regatul Unit  | 8 iulie 2002      |
| Finlanda      | 1 iulie 2004      |
| Spania        | 1 iulie 2006      |
| Cehia         | 1 ianuarie 2007   |
| Austria       | 1 iulie 2008      |
| Brazilia      | 29 decembrie 2010 |
| Polonia       | 28 octombrie 2014 |
| Irlanda       | din 2018          |